# Бишоп, Элизабет
Эли́забет Би́шоп (англ. Elizabeth Bishop, 8 февраля 1911, Вустер, Массачусетс — 6 октября 1979, Бостон) — американская поэтесса, эссеистка, переводчица и педагог.

## Биография

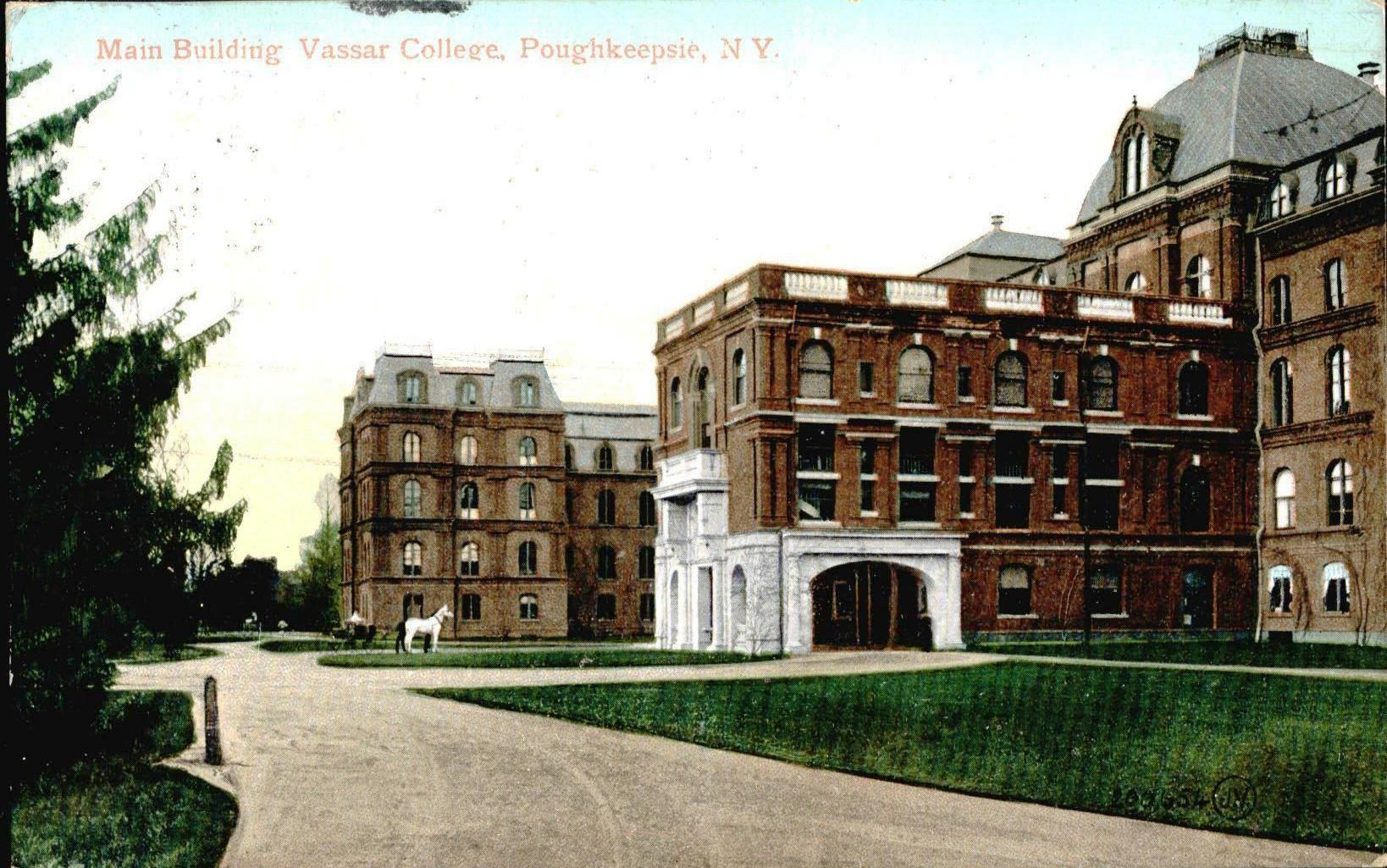
Вассар-колледж, 1907

Отец умер, когда дочери было восемь месяцев. Мать оказалась в психлечебнице (и пожизненно), когда девочке исполнилось пять. Элизабет воспитывалась у родственников в канадской провинции Новая Шотландия, выросла болезненной и нервной, всю жизнь мучилась астмой, экземой и аллергиями. На деньги, оставленные отцом, Бишоп получила отличное образование, закончила частный Вассар-колледж в городке под Нью-Йорком. Издавала там вместе с соученицами, среди которых была будущая писательница Мэри Маккарти, литературный журнал. Там же Бишоп познакомилась в 1934 с выдающейся поэтессой Марианной Мур и, несмотря на большую разницу в возрасте, подружилась с ней. Мур отговорила Бишоп от карьеры врача, поддержала её в начале поэтического пути, выдвинула на премию, они дружили и переписывались до самой смерти Мур в 1972 году. Ещё одним другом Бишоп на всю жизнь стал поэт Роберт Лоуэлл, с которым она познакомилась в 1947 году, он помог ей устроиться консультантом по поэзии в Библиотеку Конгресса (их многолетняя переписка была опубликована в 2008). В конце 1940-х годов Бишоп посещала в психиатрической клинике Святой Елизаветы Эзру Паунда, о чём написала потом стихи.
Бишоп постоянно переезжала с места на место: жила во Франции в 1930-х годах, затем в Мексике, во Флориде, в 1951 году уехала в Бразилию, где прожила 16 лет. Большим ударом для неё стало самоубийство её бразильской подруги Лоты де Маседо Соареш в 1967 году. Позже Бишоп преподавала писательское мастерство в различных университетах США — Вашингтонском, Гарвардском, Нью-Йоркском, Массачусетском технологическом институте. Последние годы прожила в Бостоне.

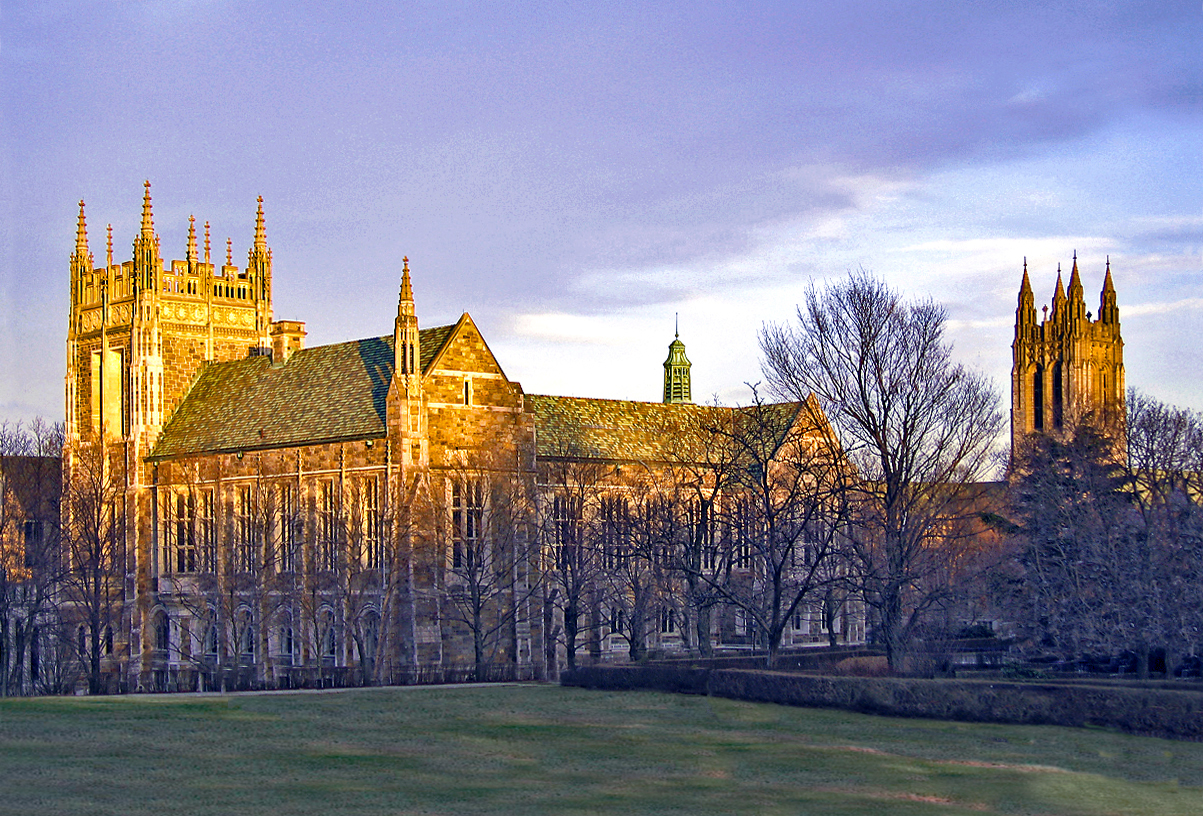
Бостон-колледж

## Творчество
Крайне немногословная лирика Бишоп, живущая, по её формуле, «искусством расставания» (стихотворение «One Art»), отличается предельной сдержанностью и внутренней силой, сознанием неизбывного одиночества и, вместе с тем, духовной свободы, чистотой и взвешенностью языка, виртуозным владением стихотворными формами, включая старинные и редкие (рондель). Почти бесстрастная четкость в описаниях географических и мысленных путешествий всегда подводит у Бишоп к точке неожиданного перелома и прозрения.
Кроме четырёх книг стихов:
- North and South/ Север и Юг (1946)
- Poems: North and South — A Cold Spring/ Стихотворения: Север и Юг — Холодная весна (1955)
- Questions of Travel/ Проблемы путешествия (1965)
- Geography III/ География, часть третья (1977),

Бишоп принадлежит автобиографическая проза, воспоминания о М. Мур, переводы из О. Паса, Кл. Лиспектор, Ж. Кабрала де Мело Нето, К. Друммонда де Андраде. Она постоянно обращалась к живописи, хотя никогда не относилась к этим своим работам всерьез.

## Признание
Бишоп была удостоена премий Фонда Гуггенхайма (1947), Американской Академии искусства и литературы (1950), Мемориальной премии Шелли (1953), Пулитцеровской премии (1956), Национальной книжной премии (1969), первой среди женщин — Нейштадтской международной премии (1976) и др. Она была избрана пожизненным членом Национального института искусства и литературы (1954), членом Американской Академии искусства и литературы (1976), правительство Бразилии наградило её Орденом Рио Бранко (1969).
Цикл из девяти песен на стихи Бишоп написал американский композитор Элиотт Картер (1975).
Элизабет Бишоп — героиня фильма Бруну Баррету «Редкие цветы» (2013), где её роль исполнила Миранда Отто.

## Новейшие издания
- Edgar Allan Poe & The Juke-Box: Uncollected Poems, Drafts, and Fragments. New York: Farrar, Strauss & Giroux, 2006